# Kristus kallar ungdom som vill följa i hans spår
Kristus kallar ungdom som vill följa i hans spår är en sång med text och musik av den norske frälsningssoldaten Oddvar Arnesen.

## Publicerad i
- Frälsningsarméns sångbok 1990 som nr 623 under rubriken "Strid och kallelse till tjänst".